# Karakalpakstan

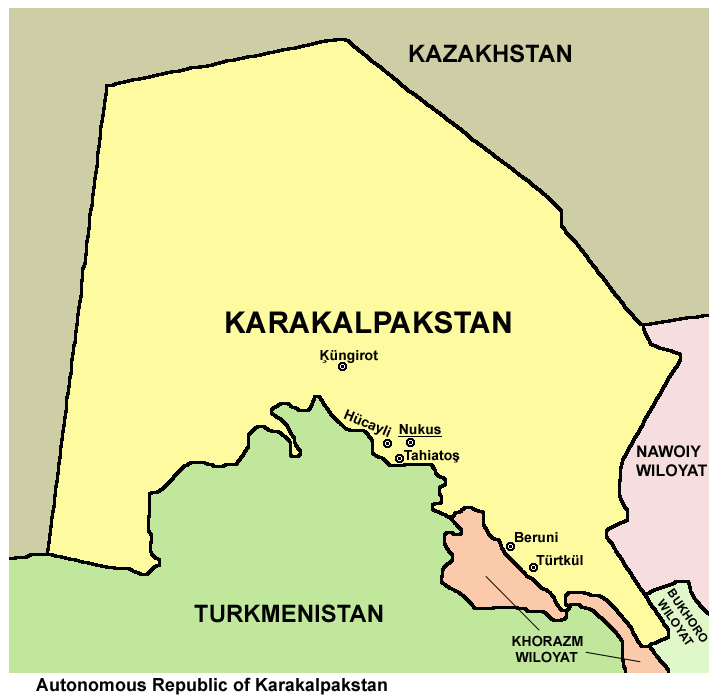

Karakalpakstan este o republică autonomă în  statul Uzbekistan. Capitala sa este orașul Nukus.